# Hamed Bakayoko

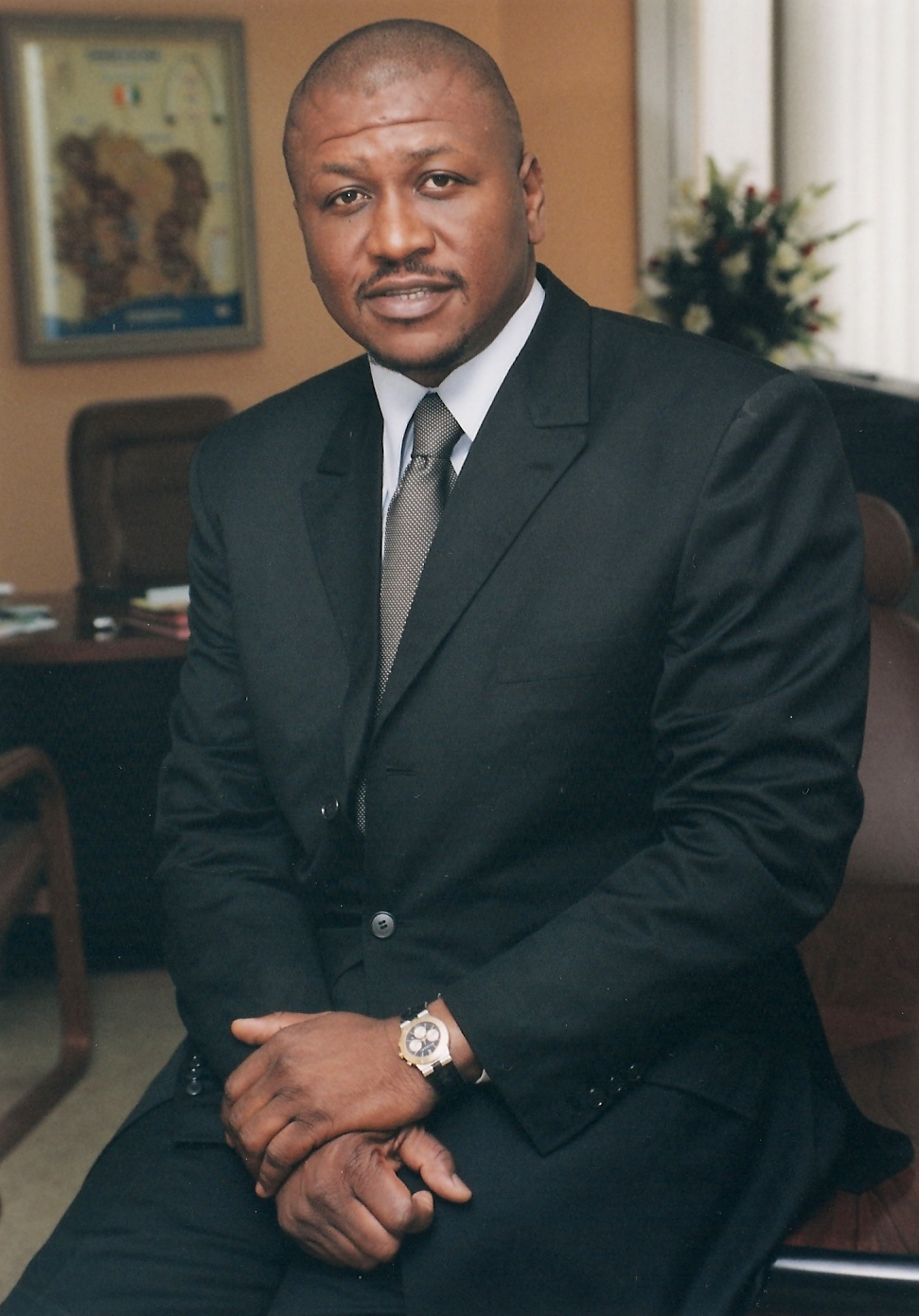
Hamed Bakayoko (2007)

Hamed Bakayoko (* 8. März 1965 in Abidjan; † 10. März 2021 in Freiburg im Breisgau, Deutschland) war ein ivorischer Politiker. Er war vom 8. Juli 2020 bis zu seinem Tod Premierminister der Elfenbeinküste. Bakayoko leitete außerdem das Verteidigungsministerium. Er war Mitglied der Regierungspartei Rassemblement des Républicains und galt als Verbündeter von Präsident Alassane Ouattara.

## Karriere
Bakayoko gehörte 1994 zu den Gründungsmitgliedern der Partei Rassemblement des Républicains und war der Redakteur des Parteiblatts Le Patriote. Er war Minister für Informations- und Kommunikationstechnologie in der nationalen Einheitsregierung von 2003 bis 2011 während des Bürgerkriegs in der Elfenbeinküste. Ab 2011 war er Innenminister, ab 2017 Verteidigungsminister. Das Amt des Verteidigungsministers übernahm er von Alassane Ouattara.
Bakayoko wurde am 2. Mai 2020 kommissarischer Premierminister, als Premierminister Amadou Gon Coulibaly zu einer Herzuntersuchung und zum Zwecke der Erholung nach Frankreich ging. Coulibaly kehrte am 2. Juli zurück und nahm sein Amt wieder auf, aber weniger als eine Woche später wurde ihm während einer Kabinettssitzung unwohl und er starb. Bakayoko übernahm das Amt erneut interimistisch und wurde am 30. Juli 2020 im Amt bestätigt.
Bakayoko starb am 10. März 2021 im Alter von 56 Jahren an den Folgen einer Krebserkrankung in einem Freiburger Krankenhaus, in dem er seit dem 6. März behandelt worden war. Sein Nachfolger im Amt als Verteidigungsministers wurde Téné Birahima Ouattara.